# Maltesische Beachhandball-Nationalmannschaft der Männer
Die maltesische Beachhandball-Nationalmannschaft der Männer repräsentiert den maltesischen Handball-Verband als Auswahlmannschaft auf internationaler Ebene bei Länderspielen im Beachhandball gegen Mannschaften anderer nationaler Verbände.
Eine als Unterbau fungierende Nationalmannschaft der Junioren wurde bislang ebenso wenig ins Leben gerufen wie eine Maltesische Beachhandball-Nationalmannschaft der Frauen als weibliche Pendant.

## Geschichte
Malta stellte erst sehr spät das erste Mal eine Nationalmannschaft im Beachhandball zusammen. Für die im Mittelmeerraum prestigeträchtigen Mediterranean Beach Games des Jahres 2015 wurde die Mannschaft erstmals ins Leben gerufen und belegte bei ihrer ersten Teilnahme an einer internationalen Meisterschaft den sechsten Rang unter neun Teilnehmern. Damit war Malta die beste Mannschaft hinter den etablierten Beachhandball-Nationen mit schon längerer Beachhandball-Tradition. Auch bei der zweiten Auflage der Mittelmeerspiele der Strandsportarten 2019 trat die Mannschaft erneut an, belegte dieses Mal aber den letzten Rang der zehn teilnehmenden Nationen.

## Trainer
| Cheftrainer - 2019: Ian Psaila | Co-Trainer/in - 2019: Adam Sule |

## Teilnahmen
| World Games - 2001: nicht eingeladen - 2005: nicht eingeladen - 2009: nicht qualifiziert - 2013: nicht qualifiziert - 2017: nicht qualifiziert - 2022: nicht qualifiziert World Beach Games - 2019: nicht qualifiziert - 2023: nicht qualifiziert | Weltmeisterschaften - 2004: nicht qualifiziert - 2006: nicht qualifiziert - 2008: nicht qualifiziert - 2010: nicht qualifiziert - 2012: nicht qualifiziert - 2014: nicht qualifiziert - 2016: nicht qualifiziert - 2018: nicht qualifiziert - 2020: ausgefallen, nicht qualifiziert - 2022: nicht qualifiziert | Europameisterschaften - 2000: keine Teilnahme - 2002: keine Teilnahme - 2004: keine Teilnahme - 2006: keine Teilnahme - 2007: keine Teilnahme - 2009: keine Teilnahme - 2011: keine Teilnahme - 2013: keine Teilnahme - 2015: keine Teilnahme - 2017: keine Teilnahme - 2019: keine Teilnahme - 2021: keine Teilnahme - 2023: nicht qualifiziert - 2025: 16. Platz | EHF Championship - 2022: keine Teilnahme Europaspiele - 2023: Mediterranean Beach Games - 2015: 6. - 2019: 10. - 2023: keine Teilnahme Global Tour - 2022: keine Teilnahme |

- MBG 2015: Josef Camilleri • Mauro Camilleri Darmanin • Christopher Magro • Christian McClean • Peter Naudi • James Rausi • Andrew Said[4]
- MBG 2019: Francis Buhagiar • Mauro Camilleri Darmanin • Jean-Paul Caruana • Liam Harrison • Christopher Magro • Christian McClean • James Rausi • John Luke Scicluna • Matthew Spiteri • Daniel Tanti Farrugia[5]